# Pfarrkirche Klausen-Leopoldsdorf

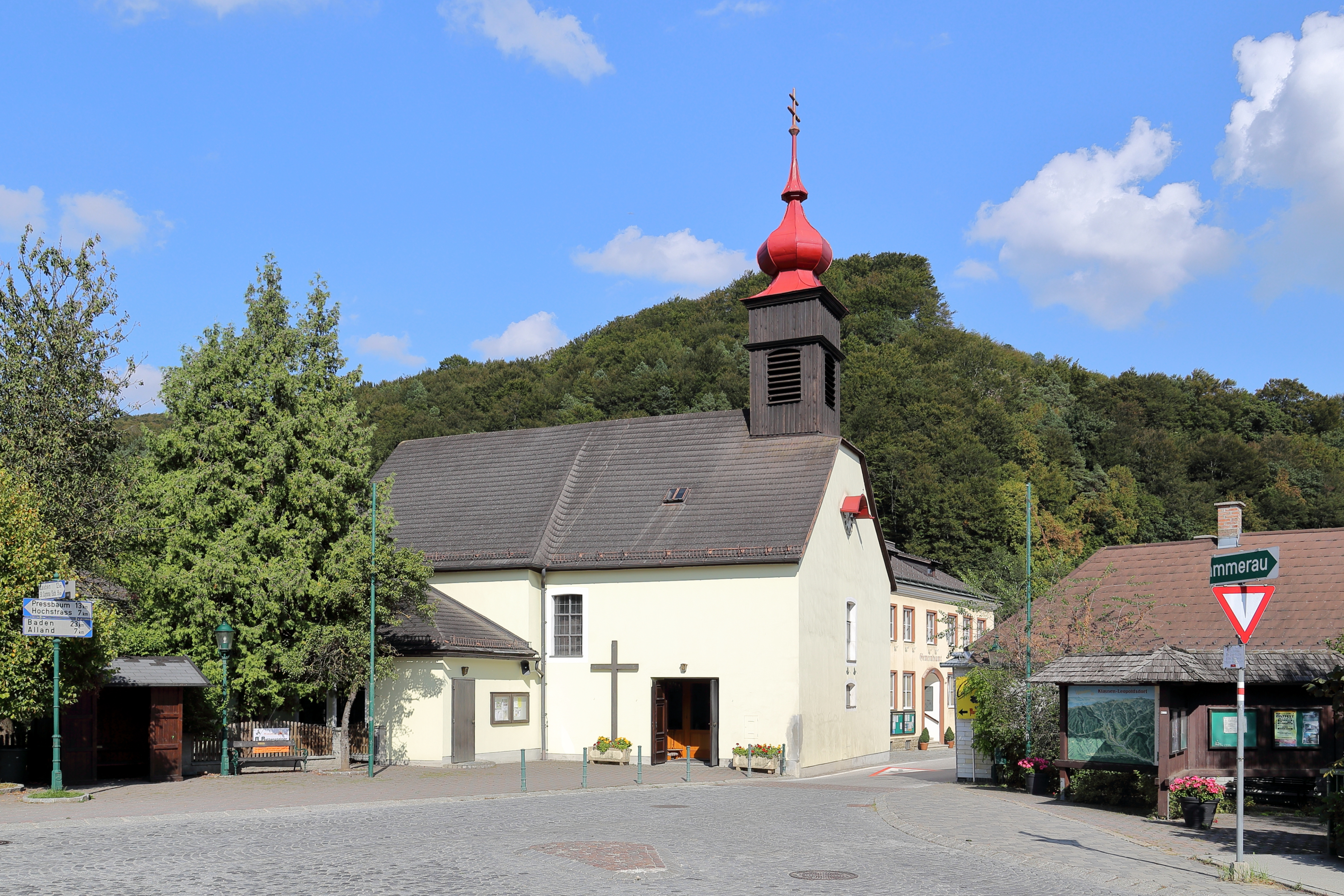
Katholische Pfarrkirche hl. Leopold in Klausen-Leopoldsdorf

Die Pfarrkirche Klausen-Leopoldsdorf steht an der Durchfahrtsstraße in der Gemeinde Klausen-Leopoldsdorf im Bezirk Baden in Niederösterreich. Die auf den heiligen Leopold geweihte römisch-katholische Pfarrkirche gehört zum Dekanat Heiligenkreuz im Vikariat Unter dem Wienerwald der Erzdiözese Wien. Die Kirche steht unter Denkmalschutz (Listeneintrag).

## Geschichte
Urkundlich wurde 1754 eine hölzerne Kirche dem Stift Heiligenkreuz gehörend genannt. 1755 erfolgte der Bau einer steinernen Kirche mit einem hölzernen Turm und wurde 1757 eine Filiale der Pfarrkirche Alland und 1767 selbständige Pfarrkirche. 1780 wurde die Kirche baulich erweitert. 1840 erhielt die Kirche einen Dachreiter. Die Kirche wurde 1976 restauriert.

## Architektur
Das Langhaus mit einem etwas breiteren (!) Nordchor mit einem Dreiseitschluss unter einem Schopfwalmdach hat schlichte Segmentbogenfenster. Der hölzerne Dachreiter trägt einen Zwiebelhelm. Im Westen sind eine Sakristei (1780) und eine Kapelle (1976) angebaut.
Das Kircheninnere zeigt ein fast quadratisches Langhaus in einen erweiterten bühnenartigen Chor übergehend. Die barocke Balkonempore steht auf Rundsäulen.
Die Glasmalerei hl. Leopold als Kopie einer Glasmalerei in Klosterneuburg schuf Carl Geyling’s Erben 1976.

## Ausstattung
Der schlichte Hochaltar zeigt das Altarblatt hl. Leopold aus 1830. Der Seitenaltar zeigt das Altarblatt Maria Immaculata um 1800.
Die Orgel in einem neoklassizistischen Gehäuse mit 8 Registern schuf Johann M. Kauffmann 1906.